# Macromotettix solomonensis
Macromotettix solomonensis är en insektsart som beskrevs av Günther, K. 1972. Macromotettix solomonensis ingår i släktet Macromotettix och familjen torngräshoppor. Inga underarter finns listade i Catalogue of Life.